# Simon Schempp
Simon Schempp (ur. 14 listopada 1988 w Mutlangen) – niemiecki biathlonista, trzykrotny medalista olimpijski i wielokrotny medalista mistrzostw świata.

## Kariera
Pierwsze sukcesy w karierze osiągnął w 2007 roku, zdobywając brązowy medal w biegu pościgowym i złoty w sztafecie podczas mistrzostw świata juniorów w Martell. Na rozgrywanych rok później mistrzostwach świata juniorów w Ruhpolding był trzeci w sztafecie. W zawodach tego cyklu zdobył jeszcze srebrny medal w biegu pościgowym i złoty w sztafecie podczas mistrzostw świata juniorów w Canmore w 2009 roku.
W zawodach Pucharu Świata zadebiutował 11 marca 2009 roku w Vancouver, zajmując 24. miejsce w biegu indywidualnym. Tym samym już w swoim debiucie zdobył pierwsze punkty. Na podium zawodów tego cyklu po raz pierwszy stanął 20 marca 2010 roku w Oslo, kończąc rywalizację w biegu pościgowym na drugiej pozycji. W zawodach tych rozdzielił Francuza Martina Fourcade'a i Rosjanina Iwana Czeriezowa. W kolejnych startach jeszcze 25 razy stawał na podium, odnosząc przy tym dwanaście zwycięstw: 5 w sprincie, 4 w biegu pościgowym i 3 w biegu masowym. Najlepsze wyniki osiągnął w 2014/2015 i 2015/2016, kiedy zajmował czwarte miejsce w klasyfikacji generalnej.
W 2010 roku wspólnie z Simone Hauswald, Magdaleną Neuner i Arndem Peifferem zwyciężył w sztafecie mieszanej na mistrzostwach świata w Chanty-Mansyjsku. Dwa lata później, podczas mistrzostw świata w Ruhpolding był trzeci w sztafecie męskiej. W startach indywidualnych raz znalazł się w czołowej dziesiątce - bieg pościgowy ukończył na dziewiątej pozycji. Trzecie miejsce w sztafecie zajął też na mistrzostwach świata w Novym Měscie w 2013 roku, a na rozgrywanych dwa lata później mistrzostwach świata w Kontiolahti w tej samej konkurencji był najlepszy.
Podczas mistrzostw świata w Oslo w 2016 roku wywalczył srebrne medale w sztafecie męskiej i mieszanej. Najlepsze wyniki osiągnął na mistrzostwach świata w Hochfilzen w 2017 roku, gdzie zwyciężył w biegu masowym, wyprzedzając Johannesa Thingnesa Bø z Norwegii i Austriaka Simona Edera. Ponadto razem z Vanessą Hinz, Laurą Dahlmeier i Arndem Peifferem był też najlepszy w sztafecie mieszanej. Blisko kolejnego medalu był w sztafecie męskiej, w której Niemcy zajęli czwarte miejsce.
W 2010 roku wystąpił też na igrzyskach olimpijskich w Vancouver, gdzie był piąty w sztafecie. Podczas igrzysk w Soczi cztery lata później razem z kolegami z reprezentacji zajął drugie miejsce w tej konkurencji. Był tam też między innymi szósty w biegu pościgowym. Brał też udział w igrzyskach olimpijskich w Pjongczangu w 2018 roku, gdzie zdobył dwa medale. Najpierw był drugi w starcie masowym, plasując się między Fourcade'em a Norwegiem Emilem Hegle Svendsenem. Parę dni później Niemcy z Schemppem w składzie zajęli trzecie miejsce w sztafecie. Ponadto zajął tam siódme miejsce w sprincie i piąte w biegu pościgowym.
28 stycznia 2021 r. ogłosił zakończenie kariery.

## Osiągnięcia

### Zimowe igrzyska olimpijskie
| Rok  | Miejscowość | Konkurencje | Konkurencje | Konkurencje | Konkurencje | Konkurencje | Konkurencje | Konkurencje |
| Rok  | Miejscowość | IN          | SP          | PU          | MS          | RL          | MR          | SR          |
| ---- | ----------- | ----------- | ----------- | ----------- | ----------- | ----------- | ----------- | ----------- |
| 2010 | Vancouver   | –           | –           | –           | –           | 5.          | nd.         | nd.         |
| 2014 | Soczi       | 16.         | 15.         | 6.          | 13.         | 2.          | DSQ         | nd.         |
| 2018 | Pjongczang  | 36.         | 7.          | 5.          | 2.          | 3.          | nd.         | nd.         |

### Mistrzostwa świata
| Rok  | Miejscowość     | Konkurencje | Konkurencje | Konkurencje | Konkurencje | Konkurencje | Konkurencje | Konkurencje |
| Rok  | Miejscowość     | IN          | SP          | PU          | MS          | RL          | MR          | SR          |
| ---- | --------------- | ----------- | ----------- | ----------- | ----------- | ----------- | ----------- | ----------- |
| 2010 | Chanty-Mansyjsk | nd.         | nd.         | nd.         | nd.         | nd.         | 1.          | nd.         |
| 2012 | Ruhpolding      | 90.         | 19.         | 9.          | 26.         | 3.          | –           | nd.         |
| 2013 | Nové Město      | –           | 28.         | 18.         | 14.         | 3.          | 13.         | nd.         |
| 2015 | Kontiolahti     | 8.          | 77.         | –           | 8.          | 1.          | –           | nd.         |
| 2016 | Oslo            | 16.         | 8.          | 18.         | 19.         | 2.          | 2.          | nd.         |
| 2017 | Hochfilzen      | 13.         | 9.          | 10.         | 1.          | 4.          | 1.          | nd.         |

### Mistrzostwa Europy
| Rok  | Miejscowość       | Konkurencje | Konkurencje | Konkurencje | Konkurencje | Konkurencje | Konkurencje | Konkurencje |
| Rok  | Miejscowość       | IN          | SP          | PU          | MS          | RL          | MR          | SR          |
| ---- | ----------------- | ----------- | ----------- | ----------- | ----------- | ----------- | ----------- | ----------- |
| 2007 | Bansko (juniorzy) | 5.          | 4.          | 3.          | nd.         | 1.          | nd.         | nd.         |
| 2009 | Ufa (juniorzy)    | 4.          | 2.          | 2.          | nd.         | 2.          | nd.         | nd.         |
| 2010 | Otepää            | –           | 7.          | 9.          | nd.         | 1.          | nd.         | nd.         |

### Mistrzostwa świata juniorów
| Rok  | Miejscowość | Konkurencje | Konkurencje | Konkurencje | Konkurencje | Konkurencje | Konkurencje | Konkurencje |
| Rok  | Miejscowość | IN          | SP          | PU          | MS          | RL          | MR          | SR          |
| ---- | ----------- | ----------- | ----------- | ----------- | ----------- | ----------- | ----------- | ----------- |
| 2007 | Martell     | 5.          | 4.          | 3.          | nd.         | 1.          | nd.         | nd.         |
| 2008 | Ruhpolding  | 9.          | 5.          | 5.          | nd.         | 3.          | nd.         | nd.         |
| 2009 | Canmore     | 5.          | 6.          | 2.          | nd.         | 1.          | nd.         | nd.         |

### Puchar Świata

#### Miejsca w klasyfikacji generalnej
| Sezon     | Miejsce           |
| --------- | ----------------- |
| 2008/2009 | 60.               |
| 2009/2010 | 36.               |
| 2010/2011 | 87.               |
| 2011/2012 | 26.               |
| 2012/2013 | 29.               |
| 2013/2014 | 10.               |
| 2014/2015 | 4.                |
| 2015/2016 | 4.                |
| 2016/2017 | 5.                |
| 2017/2018 | 12.               |
| 2018/2019 | 44.               |
| 2019/2020 | 41.               |
| 2020/2021 | niesklasyfikowany |

#### Zwycięstwa w zawodach Pucharu Świata
| Lp. | Dzień       | Rok  | Miejscowość     | Konkurencja               | Pudła   | Czas biegu | Przypisy |
| --- | ----------- | ---- | --------------- | ------------------------- | ------- | ---------- | -------- |
| 1.  | 17 stycznia | 2014 | Anterselva      | Sprint na 10 km           | 0+0     | 24:44,9    | –        |
| 2.  | 18 stycznia | 2014 | Anterselva      | Bieg pościgowy na 12,5 km | 1+0+1+0 | 31:20,6    | –        |
| 3.  | 18 stycznia | 2015 | Ruhpolding      | Bieg masowy na 15 km      | 0+0+0+0 | 35:42,8    | –        |
| 4.  | 22 stycznia | 2015 | Anterselva      | Sprint na 10 km           | 0+0     | 23:18,8    | –        |
| 5.  | 24 stycznia | 2015 | Anterselva      | Bieg pościgowy na 12,5 km | 1+1+0+0 | 31:27,9    | –        |
| 6.  | 11 grudnia  | 2015 | Hochfilzen      | Sprint na 10 km           | 0+0     | 23:52,3    | –        |
| 7.  | 17 grudnia  | 2015 | Pokljuka        | Sprint na 10 km           | 0+0     | 23:02,5    | –        |
| 8.  | 19 grudnia  | 2015 | Pokljuka        | Bieg pościgowy na 12,5 km | 0+0+0+0 | 30:46,5    | –        |
| 9.  | 22 stycznia | 2016 | Anterselva      | Sprint na 10 km           | 0+0     | 23:01,2    | –        |
| 10. | 19 marca    | 2016 | Chanty-Mansyjsk | Bieg pościgowy na 12,5 km | 1+1+0+1 | 33:27,8    | –        |
| 11. | 8 stycznia  | 2017 | Oberhof         | Bieg masowy na 15 km      | 0+0+1+0 | 38:30,9    | –        |
| 12. | 19 lutego   | 2017 | Hochfilzen      | Bieg masowy na 15 km      | 0+0+0+0 | 35:38,3    | MŚ       |

#### Miejsca na podium w zawodach chronologicznie
| Lp. | Dzień        | Rok  | Miejscowość     | Konkurencja                | Lokata | Pudła   | Czas biegu | Strata  | Zwycięzca            |
| --- | ------------ | ---- | --------------- | -------------------------- | ------ | ------- | ---------- | ------- | -------------------- |
| 1.  | 20 marca     | 2010 | Oslo            | Bieg pościgowy na 12,5 km  | 2.     | 0+0+0+0 | 33:55,9    | +9,0    | Martin Fourcade      |
| 2.  | 30 listopada | 2011 | Östersund       | Bieg indywidualny na 20 km | 3.     | 1+0+0+0 | 55:24,3    | +1:54,5 | Martin Fourcade      |
| 3.  | 17 stycznia  | 2014 | Anterselva      | Sprint na 10 km            | 1.     | 0+0     | 24:44,9    | –       | –                    |
| 4.  | 18 stycznia  | 2014 | Anterselva      | Bieg pościgowy na 12,5 km  | 1.     | 1+0+1+0 | 31:20,6    | –       | –                    |
| 5.  | 12 grudnia   | 2014 | Hochfilzen      | Sprint na 10 km            | 2.     | 0+0     | 24:49,2    | +14,3   | Johannes Thingnes Bø |
| 6.  | 14 grudnia   | 2014 | Hochfilzen      | Bieg pościgowy na 12,5 km  | 2.     | 0+0+0+0 | 32:57,8    | +4,1    | Martin Fourcade      |
| 7.  | 17 stycznia  | 2015 | Ruhpolding      | Sprint na 10 km            | 2.     | 0+0     | 24:23,7    | +24,5   | Johannes Thingnes Bø |
| 8.  | 18 stycznia  | 2015 | Ruhpolding      | Bieg masowy na 15 km       | 1.     | 0+0+0+0 | 35:42,8    | –       | –                    |
| 9.  | 22 stycznia  | 2015 | Anterselva      | Sprint na 10 km            | 1.     | 0+0     | 23:18,8    | –       | –                    |
| 10. | 24 stycznia  | 2015 | Anterselva      | Bieg pościgowy na 12,5 km  | 1.     | 1+1+0+0 | 31:27,9    | –       | –                    |
| 11. | 7 lutego     | 2015 | Nové Město      | Sprint na 10 km            | 2.     | 0+0     | 24:22,7    | +12,8   | Jakov Fak            |
| 12. | 8 lutego     | 2015 | Nové Město      | Bieg pościgowy na 12,5 km  | 2.     | 0+1+0+0 | 37:29,3    | +4,4    | Jakov Fak            |
| 13. | 2 grudnia    | 2015 | Östersund       | Bieg indywidualny na 20 km | 2.     | 0+0+1+0 | 50:41,6    | +27,1   | Ole Einar Bjørndalen |
| 14. | 11 grudnia   | 2015 | Hochfilzen      | Sprint na 10 km            | 1.     | 0+0     | 23:52,3    | –       | –                    |
| 15. | 12 grudnia   | 2015 | Hochfilzen      | Bieg pościgowy na 12,5 km  | 2.     | 0+0+1+0 | 31:28,8    | +8,9    | Martin Fourcade      |
| 16. | 17 grudnia   | 2015 | Pokljuka        | Sprint na 10 km            | 1.     | 0+0     | 23:02,5    | –       | –                    |
| 17. | 19 grudnia   | 2015 | Pokljuka        | Bieg pościgowy na 12,5 km  | 1.     | 0+0+0+0 | 30:46,5    | –       | –                    |
| 18. | 22 stycznia  | 2016 | Anterselva      | Sprint na 10 km            | 1.     | 0+0     | 23:01,2    | –       | –                    |
| 19. | 23 stycznia  | 2016 | Anterselva      | Bieg pościgowy na 12,5 km  | 2.     | 0+0+0+1 | 32:02,2    | +10,3   | Anton Szypulin       |
| 20. | 4 lutego     | 2016 | Canmore         | Sprint na 10 km            | 3.     | 0+0     | 24:10,2    | +18,7   | Martin Fourcade      |
| 21. | 18 marca     | 2016 | Chanty-Mansijsk | Sprint na 10 km            | 2.     | 0+0     | 24:19,7    | +1,1    | Julian Eberhard      |
| 22. | 19 marca     | 2016 | Chanty-Mansyjsk | Bieg pościgowy na 12,5 km  | 1.     | 1+1+0+1 | 33:27,8    | –       | –                    |
| 23. | 18 grudnia   | 2016 | Nové Město      | Bieg masowy na 15 km       | 2.     | 1+1+0+0 | 36:27,2    | +8,3    | Martin Fourcade      |
| 24. | 8 stycznia   | 2017 | Oberhof         | Bieg masowy na 15 km       | 1.     | 0+0+1+0 | 38:30,9    | –       | –                    |
| 25. | 19 lutego    | 2017 | Hochfilzen      | Bieg masowy na 15 km       | 1.     | 0+0+0+0 | 35:38,3    | –       | –                    |